# Amore di zingaro
Amore di zingaro (Zigeunerliebe) è un film muto del 1922 diretto da Thomas E. Walsh.

## Produzione
Il film fu prodotto da Arnold Pressburger e Alexander Graf Kolowrat per la Sascha Film-Industrie AG (Wien), la casa di produzione fondata dal conte Kolowrat.

## Distribuzione
Il film uscì in sala a Vienna il 22 settembre 1922. In Australia e nel Regno Unito venne distribuito con il titolo Gypsy Love mentre in Venezuela uscì come Amor gitano.